# Husaren-Regiment „Königin Wilhelmina der Niederlande“ (Hannoversches) Nr. 15

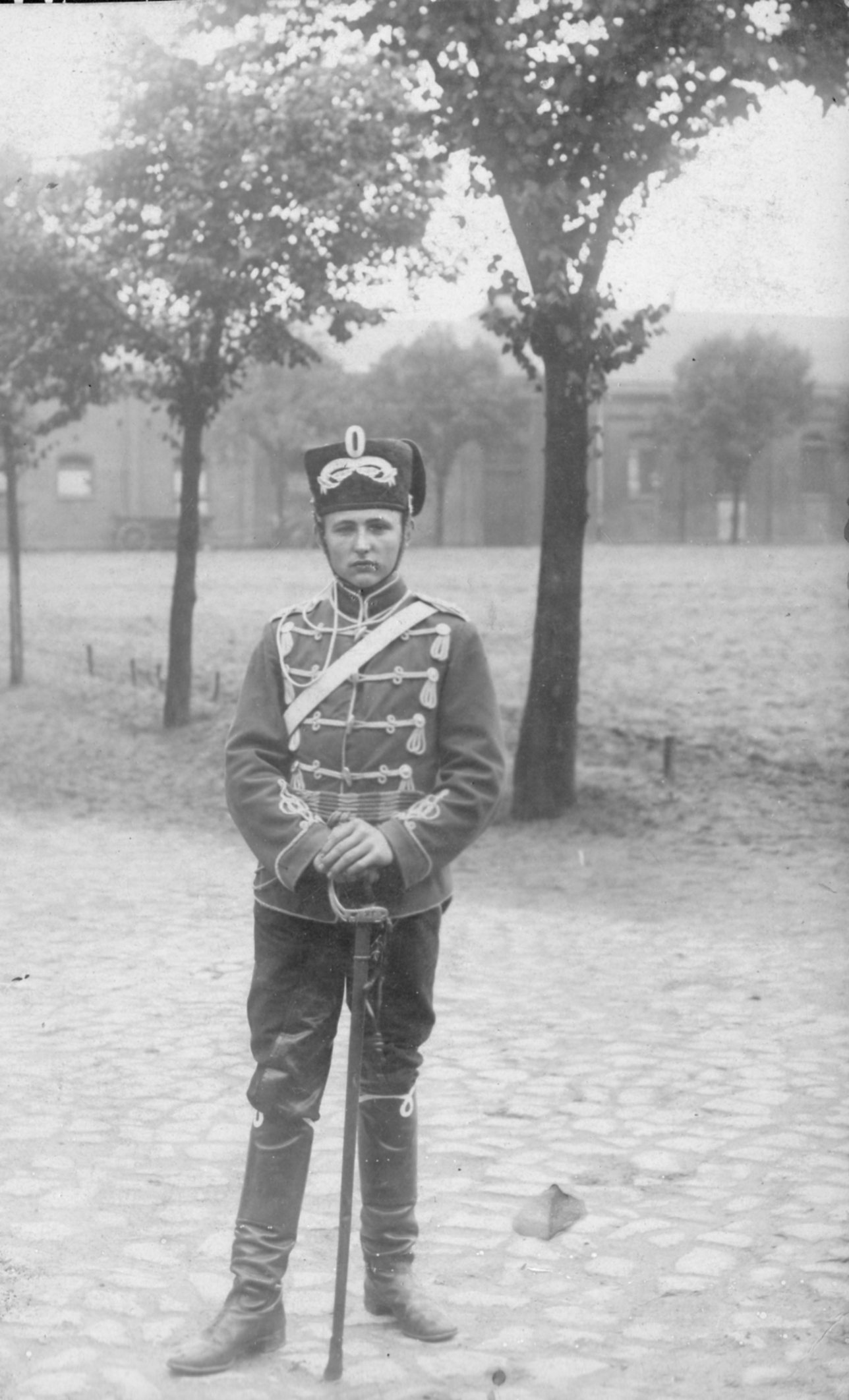
Husar des Regiments

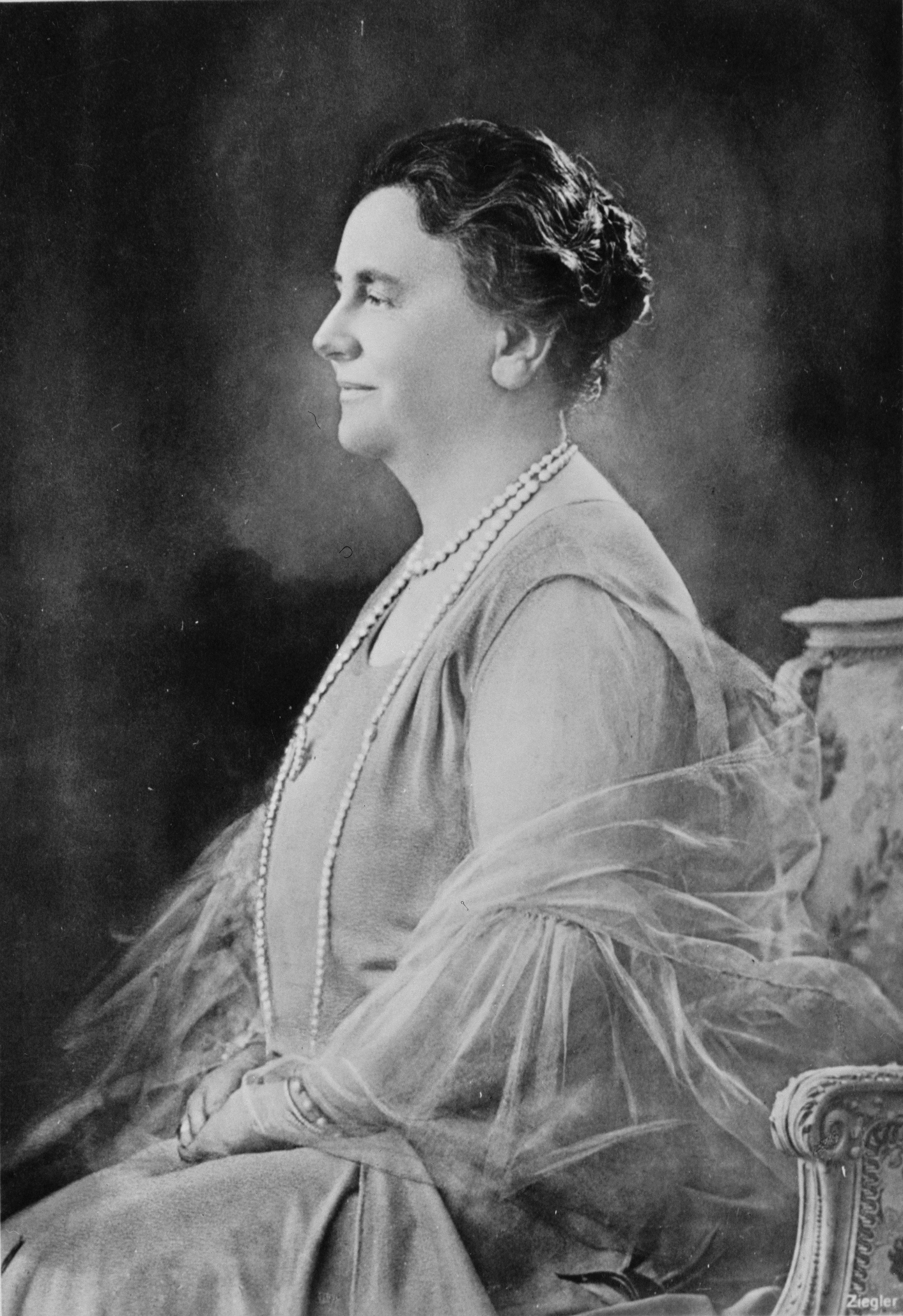
Regimentschef: Wilhelmina, Königin der Niederlande

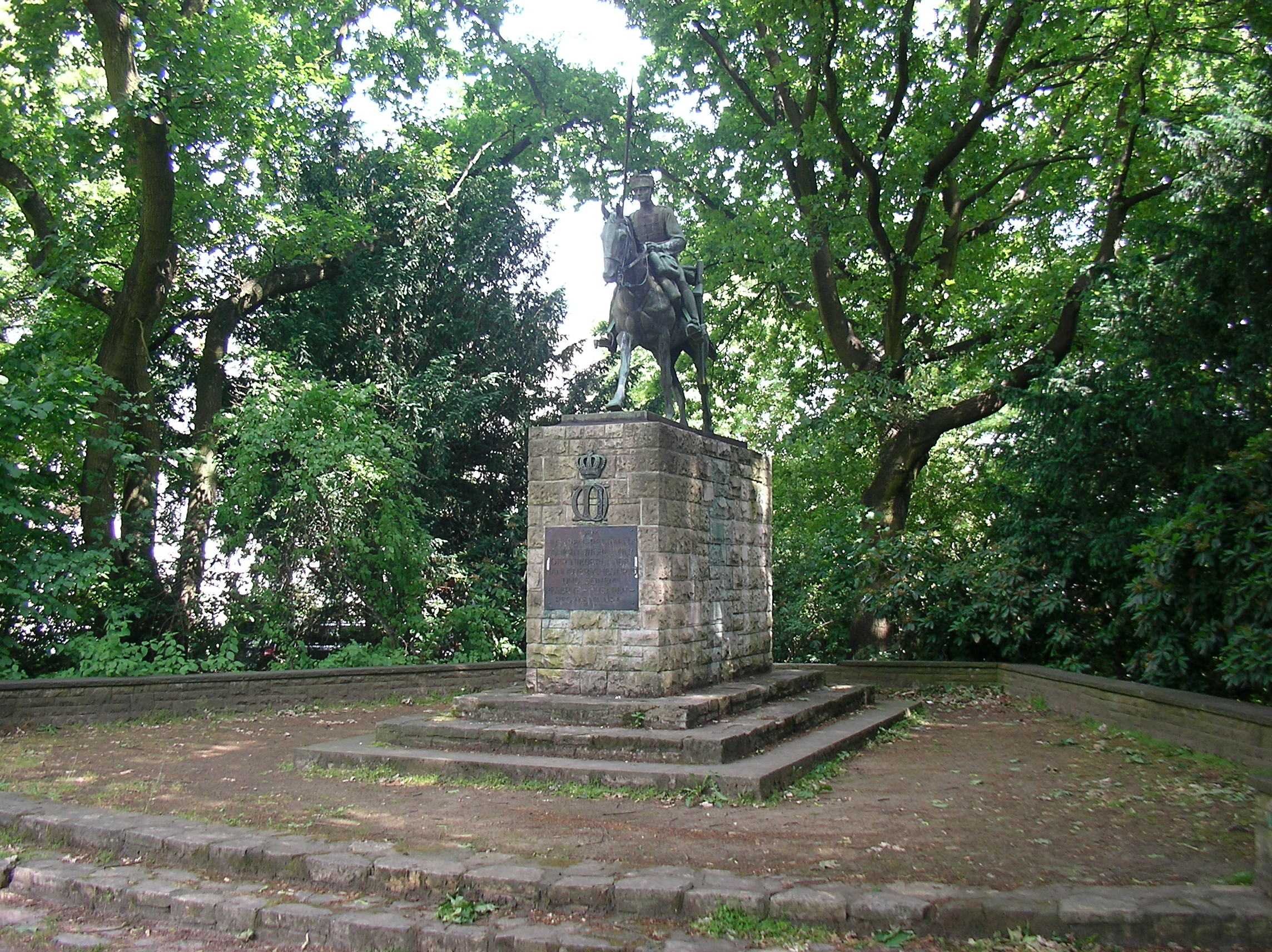
Denkmal von 1938: Der Bronzene Meldereiter

Das Husaren-Regiment „Königin Wilhelmina der Niederlande“ (Hannoversches) Nr. 15, auch als „Wandsbeker Husaren“ bezeichnet, war ein Kavallerieverband der Preußischen Armee.

## Geschichte

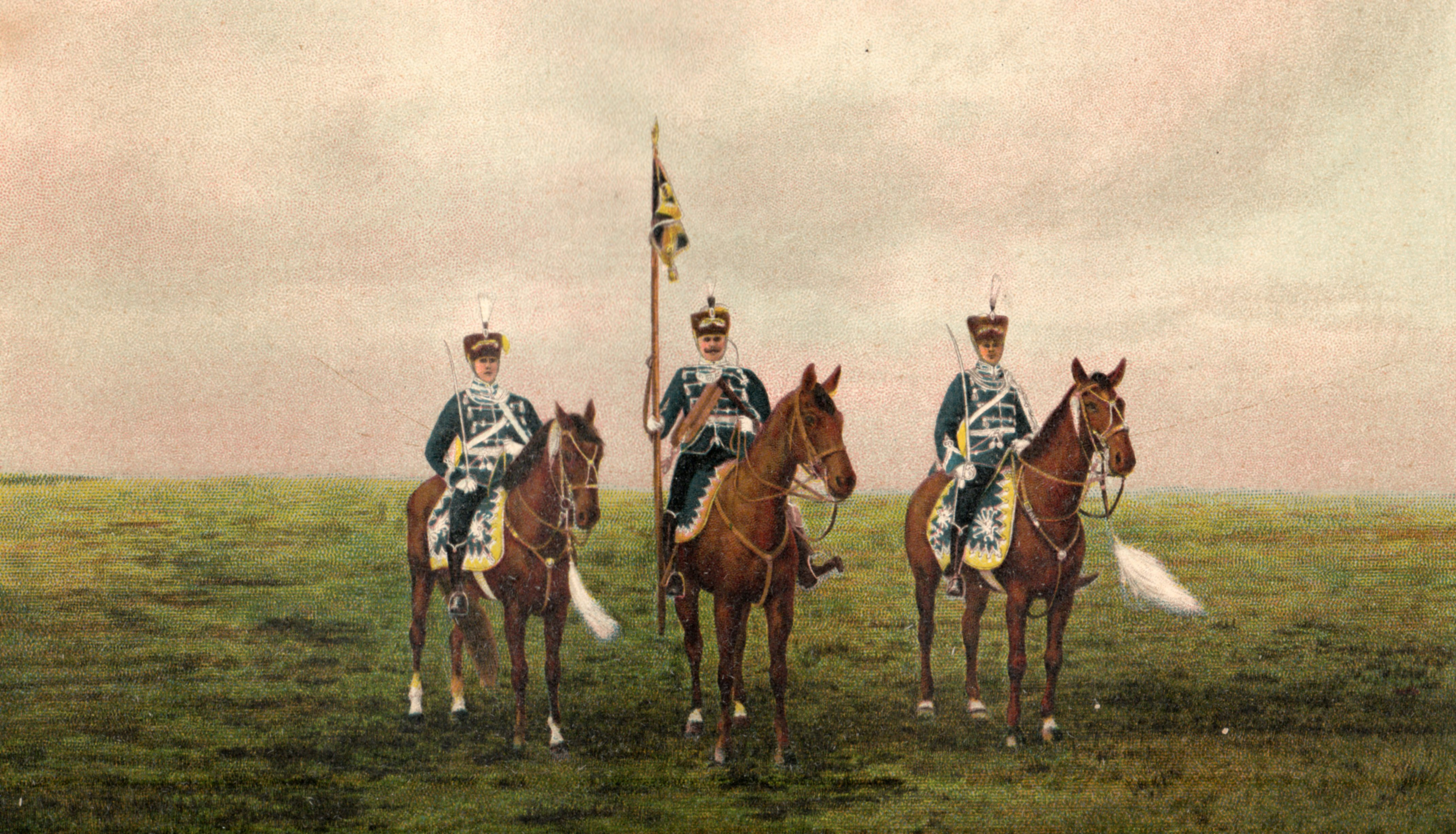
Standarte des Husaren-Regiments Nr. 15. Koloriertes Foto 1905

Das Regiment wurde ursprünglich am 19. Dezember 1803 (Stiftungstag) als Kavallerieverband der Streitkräfte des Königreichs Hannover gebildet. Nach dem verlorenen Krieg von 1866 und der Annexion des Landes durch das Königreich Preußen wurde der Verband als Husaren-Regiment (Hannoversches) Nr. 15 in die Preußische Armee übernommen. Im Zusammenhang mit der Gründung des Deutschen Reichs am 18. Januar 1871 in Versailles und dem Inkrafttreten der Verfassung vom 16. April 1871 wurde das Regiment im Juni 1871 in die damalige Stadt Wandsbek (bzw. Marienthal) verlegt. Dieser Standort sorgte für die volkstümliche Bezeichnung „Wandsbeker Husaren“. Kaiser Wilhelm II. ernannte die niederländische Königin Wilhelmina am 31. August 1898 zum Regimentschef und benannte den Verband nach ihr.
Das Regiment war der 18. Kavallerie-Brigade in Altona unterstellt.
Die Geschichte der Wandsbeker Husaren kann im Heimatmuseum Wandsbek nachvollzogen werden. 

### Einsatzgeschichte

#### Deutsch-Französischer Krieg
Während des Krieges gegen Frankreich kam das Regiment mehrfach zum Einsatz:

##### 1870
- 06. August – Schlacht bei Spichern
- 14. August – Schlacht bei Colombey
- 17. August – Bois de Vaux (2. Eskadron)
- 18. August – Schlacht bei Gravelotte
- 19. August bis 27. Oktober – Belagerung von Metz
- 13. bis 24. November – Belagerung von Diedenhofen
- 15. November bis 14. Dezember – Einschließung von Montmédy (1. und 2. Eskadron)
- 05. bis 14. Dezember – Belagerung von Montmédy
- 26. November bis 13. Dezember – Beobachtung von Longwy
- ab 19. Dezember – Belagerung von Mézières

##### 1871
- bis 1. Januar – Belagerung von Mézières
- 05. Januar – Rocroy (2. und 3. Eskadron)
- 14. Januar – Noidant le Rocheux vor Langres (1. Eskadron)
- 21. Januar – Etuz und Pin (4. Eskadron)
- 23. Januar – Dannemarie (4. Eskadron)
- 29. Januar – Sombacourt (1. Eskadron)

#### Erster Weltkrieg
- 1914 – Schlacht an der Marne
- 1915 – Winterschlacht in Masuren

### Verbleib
Nach dem Waffenstillstand und dem Rückmarsch in die Heimat wurde das Regiment demobilisiert und Ende September 1919 aufgelöst. Teile schlossen sich der als Freikorps tätigen Brigade Grodno an und wurden später als Reichswehr-Kavallerie-Regiment 9 in die Vorläufige Reichswehr übernommen.
Die Tradition übernahm nach der Bildung der Reichswehr die Ausbildungs-Eskadron des 14. Reiter-Regiments in Ludwigslust. In der Wehrmacht führte die 5. Eskadron des Kavallerie-Regiments 14 in Parchim die Tradition fort.
Noch heute erinnern in der Nähe der ehemaligen Kaserne Am Husarendenkmal in Hamburg-Marienthal ein Gedenkstein von 1923 und ein Bronzener Meldereiter von 1938 an den aufgelösten Truppenteil.

## Kommandeure
| Dienstgrad            | Name                           | Datum                                  |
| --------------------- | ------------------------------ | -------------------------------------- |
| Major                 | Bernhard von Cosel             | 1866                                   |
|                       | Karl von Unger                 | 1867                                   |
| Oberst                | Bernhard von Cosel             | 1870                                   |
|                       | Fedor von Grodzki              | 1871                                   |
| Oberstleutnant/Oberst | Johann von Schadow-Godenhausen | 12. Dezember 1872 bis 18. Oktober 1881 |
| Oberstleutnant/Oberst | Gerhard von Pelet-Narbonne     | 18. Oktober 1881 bis 16. April 1888    |
| Oberst                | Carl Geyr von Schweppenburg    | 17. April 1888                         |
| Oberstleutnant        | August von Huth                | 19. November 1891 bis 15. Juni 1894    |
| Oberstleutnant/Oberst | Eugen von Hirschfeld           | 16. Juni 1894 bis 1. Juni 1898         |
| Oberstleutnant/Oberst | Fritz von Diepenbroick-Grüter  | 02. Juni 1898 bis 26. Juli 1902        |
| Oberstleutnant/Oberst | Wedig von Zitzewitz            | 27. Juli 1902 bis 21. März 1907        |
| Oberstleutnant        | Artur von Stuckmann            | 22. März 1907 bis 19. April 1909       |
| Oberstleutnant/Oberst | Udo von Sechow                 | 20. April 1909 bis 26. Januar 1913     |
| Major/Oberstleutnant  | Paul von Schoenaich            | 27. Januar 1913 bis 7. August 1914     |
| Oberstleutnant        | Hans-Joachim von Zieten        | 08. August 1914 bis 19. März 1918      |
| Major                 | Willi von Wrangel              | 20. März 1918 bis 9. Januar 1919       |
| Oberst                | Hans-Joachim von Zieten        | 10. Januar bis 30. September 1919      |

## Bekannte Angehörige
- Alexander von dem Knesebeck (1836–1920), als Oberleutnant im Regiment, zuletzt Generalleutnant[2]
- Karl August Hellwig (1855–1914), Jurist, Offizier in der preußischen Armee
- Otto Telschow (1876–1945), von 1898 bis 1902 Angehöriger des Regiments, NSDAP-Politiker

## Uniform
Die Uniform der Reiter bestand aus einer dunkelblauen, mit weißen Schnüren besetzten Jacke (Attila), dunkelblau melierten Reithosen, grauen Hosen mit rotem Vorstoß (Biese) und einer schwarzen Seehundfellmütze.